# X-chat
X-Chat, nebo také XChat, nebo xchat je jeden z nejpopulárnějších IRC klientů pro operační systémy založené na Unixu. Je dostupný také pro Microsoft Windows a Mac OS X. Má ovládání založené na panelech, podporu více serverů a velkou úroveň nastavitelnosti. Existuje grafická, ale i textová verze. Program je licencován pod GNU General Public License a používá knihovnu GTK+ pro grafické rozhraní.
V X-Chatu je možné používat velké množství skriptovacích jazyků: Perl, Python, Tcl a Ruby, které je možné nahrát formou externích zásuvných modulů.
23. srpna 2004 se oficiální verze pro Windows stala komerční. Ze stránek projektu je možné si stáhnou 30 denní zkušební verzi. Pokud chcete program dále používat po této době, musíte si koupit plnou verzi. Cena je 20 amerických nebo 25 australských dolarů. Po tomto tahu začala velká diskuze o legálnosti tohoto počínání.
Existují neoficiální verze pro Windows (zdarma). Jsou vytvářeny jinými týmy a většinou jsou tyto verze v synchronizaci s CVS verzí oficiálního sestavení.

### Neoficiální verze
- X-Chat 2 for Windows pro Microsoft Windows
- Xchat Aqua pro Mac OS X
- Xchat Gnome

#### Pro Windows
- Tabulka verzí

##### Aktualizované verze
- SilvereX build

##### Neaktualizované verze
- Sencesa Build
- Psyon build
- Daemon404 build
- Pu7o build

### Pluginy

#### Programovací jazyky
- Tcl Plugin pro X-Chat
- Ruby Plugin pro X-Chat
- Common Lisp Plugin pro X-Chat
- Scheme Plugin pro X-Chat[nedostupný zdroj]

#### System Tray
- xTray pro Windows
- Systray pro Windows a Linux Archivováno 20. 2. 2006 na Wayback Machine. (stránka projektu na sourceforge)